# Aspersión

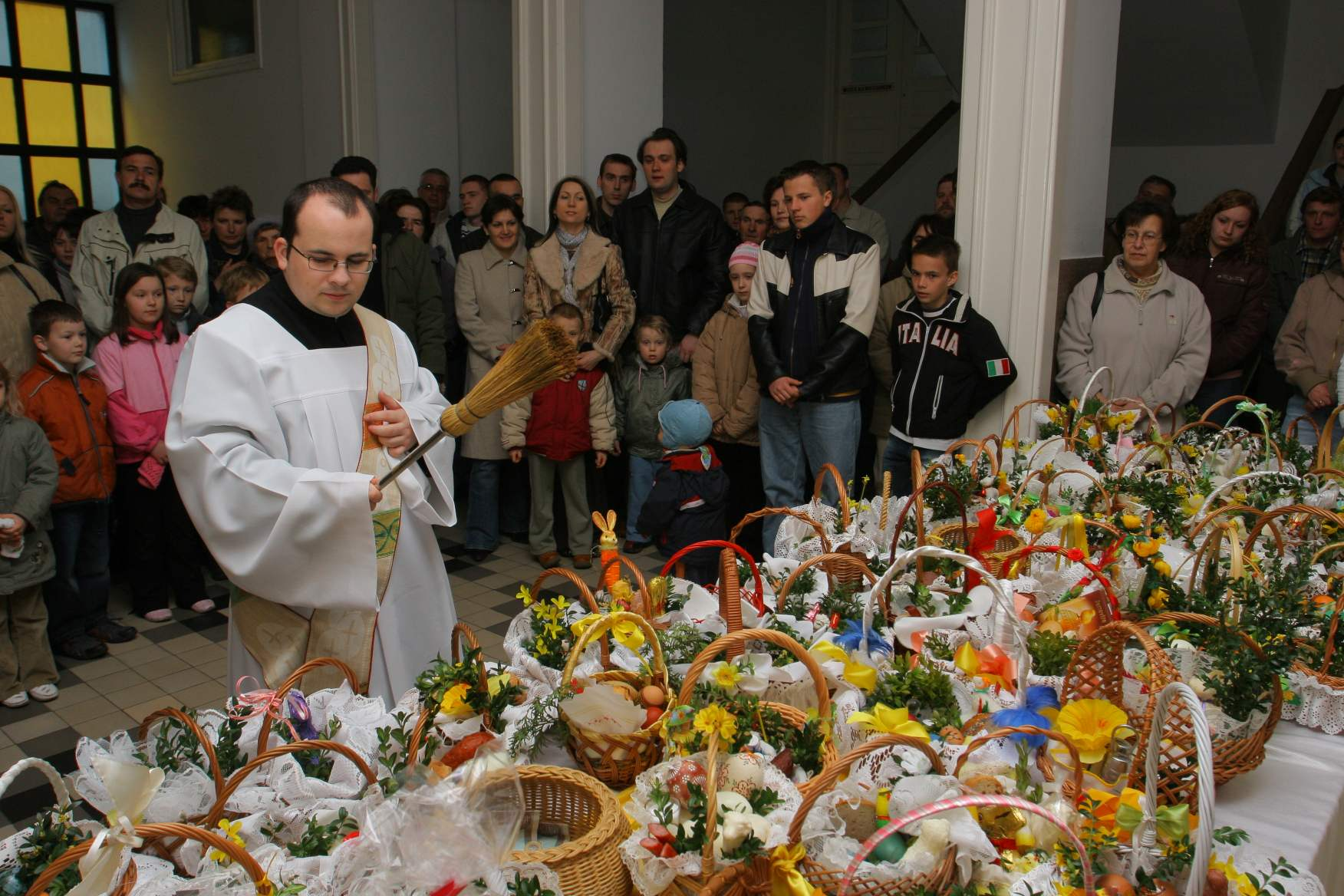
Aspersión sobre alimentos de Pascua en Otartzew, Polonia, 2007

Se llama aspersión al ritual de rociar agua bendita con el hisopo, y es una de las tres partes del bautismo
Este rito se practicaba entre los judíos, y su origen se remonta hasta Moisés, con citas frecuentes en el Libro de los Números (v.g. Números 19:8-12). Ha pasado del judaísmo a la religión cristiana, desde los tiempos de la Iglesia primitiva (Ezequiel 36:25-26, 1 Corintios 10:2, cf. Salmo 77:16-20). La palabra tiene su origen en la locución latina aspersio que se traduce como rociar. La aspersión se practicaba también en el paganismo con el agua lustral. 
San Clemente, papa del siglo I, ordena que se hagan aspersiones con el agua mezclada de aceite. El papa Alejandro I sustituyó la sal al aceite. Esta mezcla de agua y de sal se bendice por medio de oraciones. Ninguna bendición se ha verificado sin aspersión cuando se trata de una cosa porque las personas pueden ser bendecidas sin el agua y sin la sal santificadas. La aspersión más solemne es aquella que se efectúa el domingo antes de la misa parroquial.
La aspersión del agua bendita se hace sobre los cuerpos de los difuntos. Este uso proviene de la más remota antigüedad y se practica en todas partes. Hay lugares de España donde se hace una aspersión en todo el cementerio el día de difuntos. Se hacen también aspersiones en los campos, sobre los muros de una nueva construcción, sobre una nave que aún no se ha lanzado al mar, sobre los campanarios de iglesia, etc.
Es un acto litúrgico que puede realizarse independientemente de cualquier otra ceremonia o que puedo acompañar otros actos litúrgicos, precediéndolos o siguiéndolos. Como ceremonia accesoria vemos que la aspersión del agua bendita va mezclada al rito del Bautismo y de la Extremaunción, termina la bendición nupcial y las últimas ceremonias de la sepultura. Fuera de las ceremonias y de las funciones litúrgicas, los fieles se pueden servir también del agua bendita para entrar en las iglesias y para salir de ellas, al entrar en un nuevo aposento o al salir de él, para bendecir a sus hijos. Estos últimos usos, enteramente privados, son idénticos a la costumbre do que nos habla Tertuliano y que tenían los antiguos cristianos de lavarse las manos al entrar en sus casas y al salir de ellas.